# Dolichopus platylepis
Dolichopus platylepis är en tvåvingeart som beskrevs av Negrobov och Grichanov 1979. Dolichopus platylepis ingår i släktet Dolichopus och familjen styltflugor.
Artens utbredningsområde är Ukraina. Inga underarter finns listade i Catalogue of Life.